# Marc Wilmet
Pour les articles homonymes, voir Wilmet.
Marc Wilmet est un linguiste belge né à Charleroi le 28 août 1938 et mort à Ixelles le 10 novembre 2018, professeur à l'université libre de Bruxelles et à la Vrije Universiteit Brussel.

## Biographie
Marc Wilmet naît à Charleroi, le 28 août 1938. Après des études secondaires à l’Athénée royal de Koekelberg, il s’inscrit en philologie romane à l’Université libre de Bruxelles .
Marc Wilmet est membre de l'Académie royale de langue et de littérature françaises de Belgique et a été lauréat du prix Francqui en 1986,.
Il a présidé le Conseil supérieur de la langue française de la Communauté française de Belgique et est membre du Conseil supérieur de la langue française de France.
Il est notamment l'auteur du Participe passé autrement et d'une Grammaire critique du français et coresponsable de Une langue, une communauté. Le français en Belgique (Louvain-la-Neuve, Duculot, 1997; avec Daniel Blampain, André Goosse, Jean-Marie Klinkenberg).
Il est aussi l'auteur de Brassens libertaire.
Il est réunioniste et fut régulièrement présent sur les listes du Rassemblement Wallonie France.
Il meurt à Ixelles en 2018,.

## Distinctions
- 1986 : Prix Francqui

## Œuvres (extrait)
- Petite histoire de l’orthographe française, Académie royale de Belgique, 2015 (ISBN 978-2-8031-0454-3)
- Grammaire critique du français, Éd. Duculot, 2007 (ISBN 978-2-8011-1403-2)
- Le participe passé autrement : protocole d'accord, exercices et corrigés, Éd. Duculot, 1999 (ISBN 978-2-8011-1256-4)
- Georges Brassens libertaire: la chanterelle et le bourdon, Aden Belgique, 1991 (ISBN 978-2805900600)
- Gustave Guillaume et son école linguistique, Éditions Labor, 1973[6]
- Marc Wilmet, Le système de l'indicatif en moyen français : Étude des “tiroirs” de l'indicatif dans les farces, sotties et moralités françaises des XVe et XVIe siècles, Éd. Droz, 1970 (ISBN 9782600028110)